# Tantillita brevissima
Tantillita brevissima är en ormart som beskrevs av Taylor 1937. Tantillita brevissima ingår i släktet Tantillita och familjen snokar. Inga underarter finns listade i Catalogue of Life.
Denna orm förekommer med flera från varandra skilda populationer i södra Mexiko i delstaterna Oaxaca och Chiapas samt i Guatemala. Arten lever i kulliga områden och i bergstrakter mellan 200 och 1700 meter över havet. Individerna vistas i regnskogar och i varma lövfällande skogar. Ibland besöks angränsande jordbruksmark. Tantillita brevissima gömmer sig ofta i lövskiktet. Honor lägger ägg.
För beståndet är inga allvarliga hot kända. Hela populationen anses vara stabil. IUCN kategoriserar arten globalt som livskraftig.